# Bella Center
Bella Center (skracane do BC) – największe centrum wystawowe i konferencyjne w Skandynawii, ulokowane w Kopenhadze. Mieści się w części miasta zwanej Ørestad, między centrum miasta i portem lotniczym. Wielkość obiektu: 121 800 m². Budynek zdolny jest pomieścić 20 000 osób.

## Większe wydarzenia mające miejsce w Bella Center
- Coroczny Copenhagen International Fashion Fair, który jest główną częścią Copenhagen Fashion Week odbywającego się dwa razy w roku: w lutym i sierpniu
- CODE – drugie wielkie wydarzenie Copenhagen Fashion Week.

## Historia
Centrum swoją nazwę wzięło od Bellahøj w północnej Kopenhadze, gdzie miało miejsce inne centrum kongresowe. Pierwszy budynek kompleksu Bella Center został wzniesiony w 1956 roku. Między latami 1973-1975 Bella Center przeniesiono do jego obecnej lokalizacji na wyspie Amager. Oryginalny budynek centrum przerobiony został na centrum sportowe o nazwie Grøndals Centret. Założenia Bella Center opierały się na nierozwiniętych terenach poza miastem. Od 1992 roku otoczenie budynku zmieniało się w zbity teren miejski. W 2004 roku po otworzeniu linii kopenhaskiego metra nazwanej M1, przy Bella Center umieszczono stację o tej samej nazwie.

### Większe wydarzenia
- 2009: Konferencja Narodów Zjednoczonych w sprawie Zmian Klimatu
- 2009: XIII Kongres Olimpijski
- 2009: 121 Sesja Międzynarodowego Komitetu Olimpijskiego
- 2009: XXXIII Kongres UEFA
- 2006: MTV Europe Music Awards
- 2002: Rada Europejska
- 1995: Światowy Szczyt dla Rozwoju Społecznego
- 1993: Rada Europejska

## Infrastruktura
Bella Center zawiera:
- Salę Kongresową, która może być podzielona na 3 osobne sekcje (do 4200 osób)
- 4 audytoria mogące pomieścić od 310 do 930 osób
- 36 pokoje służące do spotkań (od 2 do 400 osób)
- Center Hall służąca do organizowania bankietów, imprez etc.
- Różne sale mogące zostać użyte do zgromadzeń i wystaw
- Centrum handlowe z pocztą, kwiaciarnią i sklepem spożywczym

### Hotel Bella Sky
Obecnie Hotel jest rozbudowywany. Zaprojektowany przez duńskich architektów należących do firmy 3XN, składa się z dwóch pochyłych wież wysokich na 76,5 metra każda i pochylonych w przeciwległych kierunkach o 15 stopni. Czterogwiazdkowy hotel oferować będzie 814 pokoi, 32 sale konferencyjne, 3 restauracje, otwarty na niebo bar i centrum zdrowia.

## Wydarzenia
W Centrum mają miejsce takie wydarzenia jak targi, wystawy, kongresy i zebrania polityczne. Każdego roku budynek gości 25-30 wielkich wystaw oraz około 1300 spotkań o różnym wymiarze.

## Transport
Stacja Bella Center na linii M1 kopenhaskiego metra jest ulokowana tuż przy Centrum. Pociągi regionalne Øresundståg z Kopenhagi i Malmö zatrzymują się na stacji Ørestad tuż przy Bella Center. Z tego miejsca można przejść do metra. Pociągi Øresundståg zatrzymują się także w kopenhaskim porcie lotniczym, 5 minut od stacji Ørestad.